# Alfredo Gartner
Alfredo Gartner (1940) è un ex sciatore alpino italiano.

## Biografia
Alfredo Gartner vinse la medaglia di bronzo nello slalom speciale ai Campionati italiani di sci alpino 1964; non ottenne risultati di rilievo in campo internazionale e non prese parte a rassegne olimpiche o iridate.

## Palmarès

### Campionati italiani
- 1 medaglia[1]:
  - 1 bronzo (slalom speciale nel 1964)